# 蒙特利尔会议中心

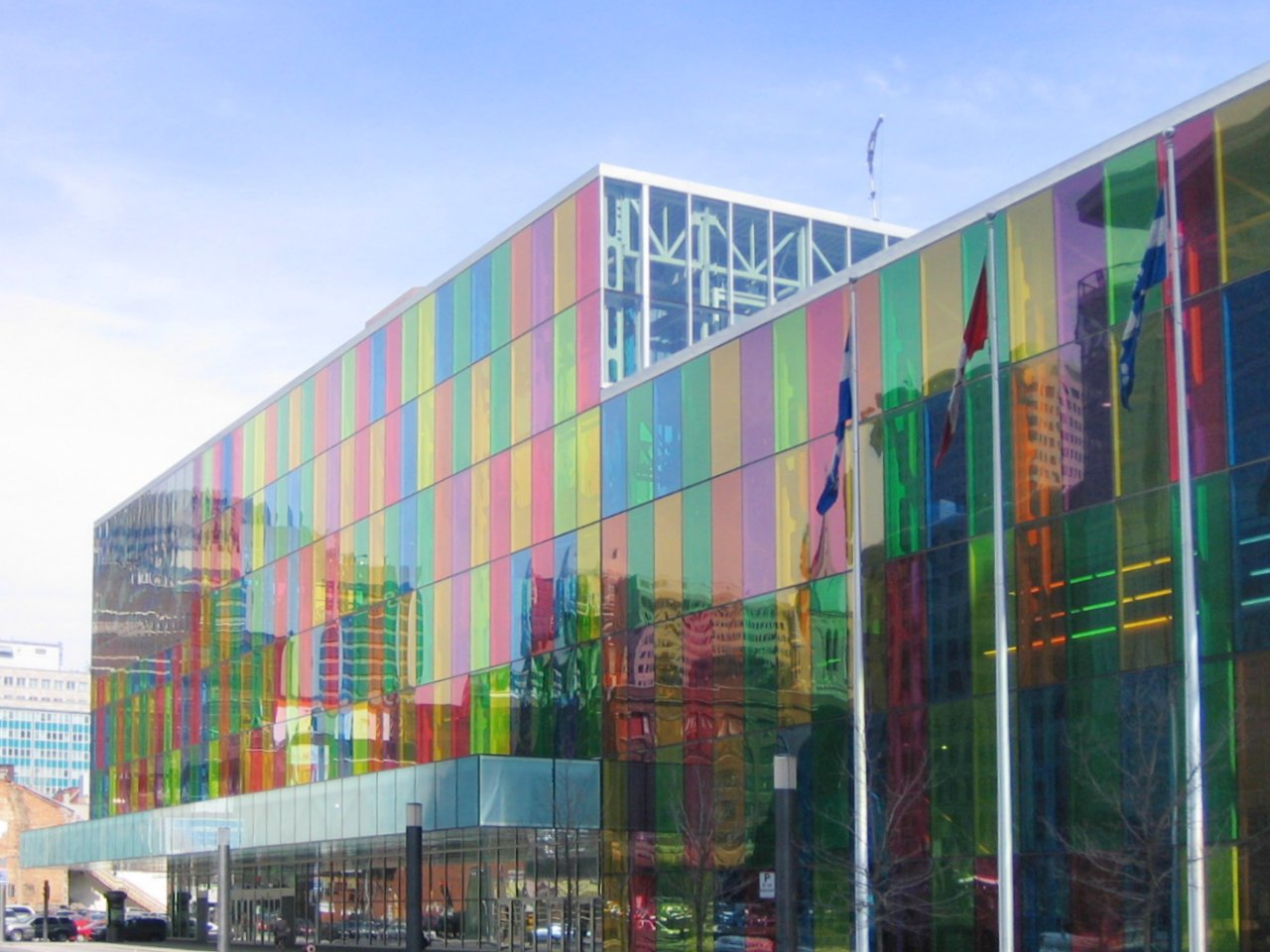
从Jean-Paul-Riopelle街看会议中心

蒙特利尔会议中心（法語：Palais des congrès de Montréal）是一个会议和展览和为一体的多功能会议中心。位于蒙特利尔唐人街南，蒙特利尔老区北。每年有多个国际展会在其举办。

## 历史
蒙特利尔会议中心于1983年5月开始使用。根据建筑师维克多·普鲁斯的计划会议中心位于魁北克720号高速公路的玛丽隧道和蒙特利尔地铁軍事廣場站上方。1999年到2002蒙特利尔地下城扩大到会展中心下方，这使得会展中心的地下面积大了一半。在地面，会展中心的2号建筑完工并于1号建筑连为一体后地上面积也扩大一半。